# Клан Гейг

Нашоломник клану Гейг

Герб вождів клану Гейг

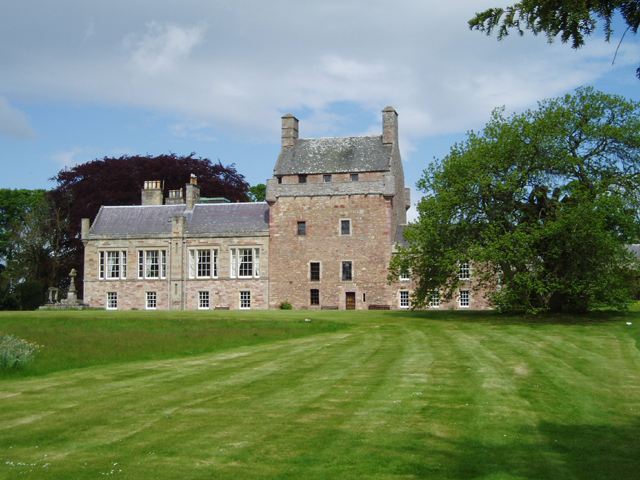
Замок Бемерсайд-гауз.

Клан Гейг (шотл. — Clan Haig) — один з кланів рівнинної частини Шотландії — Ловлендсу.
- Гасло клану: Роблю, що можу.
- Вождь клану: Високоповажний Александер Гейг, 3-й граф Гейг (нар. 1961)
- Резиденція вождя клану: Замок Бемерсайд-гауз
- Союзні клани: Воллес, Брюс
- Ворожі клани: Дуглас

## Історія клану Гейг

### Походження клану Гейг
Шотландський поет XIII століття Томас Рімер у свій час проголосив пророцтво «Тайд» про те, що Гейг буде володіти Бемерсайдом на віки вічні. Землі і замок Бемерсайд є у володіннях клану Гейг ось уже 800 років — від часів засновника клану Петруса де Гейга (гельск. — Petrus de Haga). Історик Олександр Нісбет (шотл. — Alexander Nisbet) стверджував, що клан Гейг походить від піктів — найдавніших аборигенів Шотландії, можливо, походить від давніх бритів і таким чином належить до числа найдавніших шотландських кланів. Проте, очевидно, що прізвище вождів клану де Гейг має норманське походження.
Вождь клану Гейг — Петрус де Гейг згадується як свідок у грамоті яка була дарована Річарду де Морвіллю — констеблю Шотландії в абатстві Драйберг у 1162—1188 роках. Петрус де Гейг згадується у багатьох грамотах як «Домінус де Бемерсайд», пан Бемерсайда. Це вказує на те, що ще в XII столітті клан Гейг був сильним кланом в Шотландії і його вожді були багатими і впливовими магнатами у той час.
Де Гейг був серед шляхтичів, яких звинуватили в викраденні Джона де Біссета за вбивство графа Атолла у 1242 році.

### ХІІІ— XIV століття
У XIII столітті вожді клану Гейг мали титул барона. Наприкінці XIII століття король Англії Едвард І Довгоногий, користуючись тим, що трон Шотландії виявився вакантним, захопив Шотландію і змусив вождів шотландських кланів присягнути йому на вірність і підписати відповідний документ — «Рагман роллс» у 1296 році. Серед імен вождів шотландських кланів у цьому документі є і вождь клану Гейг — барон Бемерсайд. Проте після цього вождь клану Гейг підтримав повстання за незалежність Шотландії під проводом Вільяма Воллеса і брав участь у битві біля мосту Стіргінг у 1297 році. 6-й лорд Гейг був в армії Роберта Брюса — майбутнього короля вільної Шотландії і брав участь у битві під Баннокберн у 1314 році, хоча в той час йому було лише 17 років. Потім він загинув під час битви під Галідон-Гіллом у 1333 році.

### XV—XVI століття
У 1449 році Гілберт Гейг був командиром в лавах шотландської армії, яка перемогла англійську армію графа Нортумберленда в битві під Сарк. Гілберт Гейг також виступив проти зростаючої моці клану Дуглас. Син Гілберта Гейга — Джеймс Гейг, був прихильником короля Шотландії Джеймса III. Коли король Яків III був убитий в 1488 році, вождь клану Гейг був змушений переховуватися, поки він не уклав мир з молодим королем Шотландії  Яковом IV.
У 1513 році Вільям Гейг Бемерсайд загинув під час битви під Флодден. Проте, його син — Роберт Гейг, XIV лорд Гейг помстився за смерть батька під час битви під Анкрум-Мор у 1544 році, де він захопив в полон лорда Еверса — англійського командира. Лорд Еверс був поранений і Роберт Гейг відніс його до замку Бемерсайд, де він помер кілька днів по тому і клан Гейг поховав його в абатстві Мелроуз.

### XVII століття
Протягом XVII століття клан Гейг терпів гоніння за свої релігійні переконання. Вождь клану Вільям Гейг — XIX лерд Гейг був писарем короля Шотландії під час правління королів Англії та Шотландії Джеймса VI та Карла I. XXI лорд Гейг — Ентоні Гейг був переслідуваний за його членство в так званому «Товаристві друзів» — таємному релігійному товаристві, яке було потім заборонене в Шотландії та в Англії, і був кинутий за це за ґрати. У 1629—1630 роках чотири сини вождя були вбиті під час бойових дій на службі в короля Богемії.

### XVIII— XIX століття
У XIX столітті рід вождів клану Гейг мало не урвався, коли маєтки клану успадкували три неодружені дочки вождя клану. Проте вони передали маєтки та посаду вождя клану кузену — полковнику Артуру Бальфуру Гейгу, що належав до гілки Клакманан і був прямим нащадком XVII лорда Гейга. Він став XXVIII лордом і вождем клану Гейг.

## Замок Бемерсайд
Резиденція вождів клану Гейг — замок Бемерсайд-гауз був побудований у 1535 році з метою захисту від нападу англійців та ворожих шотландських кланів. У 1690 році замок був перебудований — були зроблені великі вікна та каміни. Потім замок неодноразово перебудовувався. Остання перебудова була здійснена Джорджом Гейгом, ІІ графом Гейг, сином фельдмаршала Дугласа Гейга, I графа Гейга.